# Zuleyka Rivera
Zuleyka Jerrís Rivera Mendoza, född 3 oktober 1987 i Cayey, är en fotomodell och skönhetsdrottning från Puerto Rico. Hon vann 18 år gammal den 23 juli 2006 titeln Miss Universum i Los Angeles.